# Scardamia ithyzona
Scardamia ithyzona là một loài bướm đêm trong họ Geometridae.